# Dispetto (album)
Dispetto prodotto da Mauro Malavasi che cura gli arrangiamenti. è l'undicesimo album in studio della cantante italiana Gianna Nannini, pubblicato nell'aprile 1995.Il primo uscito dalla Polydor Records dopo la fine del contratto dalla Dischi Ricordi. .

## Descrizione
Ai testi ha collaborato Mara Redeghieri, allora cantante degli Üstmamò.
Registrato e mixato presso lo Studio Excalibur di Milano e lo studio Fonoprint di Bologna da Luca Vittori / Conny's Studio di Neunkirchen, Cologne da Ingo Krauss.
Dall'album sono stati estratti due singoli. Il primo, Meravigliosa creatura è stato distribuito il 1º gennaio 1995 raggiungendo il quarto posto nella Classifica settimanale dei singoli del 20 gennaio 1995  e posizionandosi al 40° posto della classifica annuale. Il secondo singolo, Piangerò, è anch'esso stato distribuito nel corso del 1995.

## Tracce
1. Bellatrix – 1:34
2. Meravigliosa creatura – 4:36
3. Per dispetto – 4:33
4. Non ti voglio – 3:29
5. Fotografia – 3:26
6. Piangerò – 3:25
7. Ottava vita – 3:14
8. Con te – 3:45
9. Non c'è pace – 5:10
10. Ninna nera – 3:54
11. Lontano, lontano – 4:42
12. 500 anni – 3:59

Durata totale: 45:47

## Formazione
- Gianna Nannini - voce, pianoforte, tastiera
- Luigi Schiavone - chitarra
- Mauro Malavasi - tastiera, cori, arrangiamento
- Hans Baar - basso
- David M. Allen - basso
- Alex Hacke - chitarra
- Dave Stewart - chitarra
- Dirk Herwing - chitarra
- Marco Colombo - chitarra
- Pino Scagliarini - tastiera
- Andy Wright - tastiera
- Chrislo Haas - sintetizzatore
- Ralf Gustke - batteria
- Giuseppe Miramonti - violoncello
- Fernando Brusco - filicorno
- The Blanescu Quartet - archi
- Franco Faraldo - percussioni
- Mara Redeghieri - cori

## Classifiche

### Classifiche settimanali
| Classifica (1995) | Posizione massima |
| ----------------- | ----------------- |
| Europa            | 45                |
| Germania          | 44                |
| Italia            | 5                 |
| Svizzera          | 24                |

### Classifiche di fine anno
| Classifica (1995) | Posizione |
| ----------------- | --------- |
| Italia            | 51        |